# Palmira Maciel
Palmira Maciel Fernandes da Costa (24 de novembro de 1961) é uma professora, deputada e política portuguesa. Ela é deputada à Assembleia da República desde a XIII legislatura pelo Partido Socialista. Possui uma licenciatura em Ensino de Biologia e Geologia.